# Sul da Califórnia

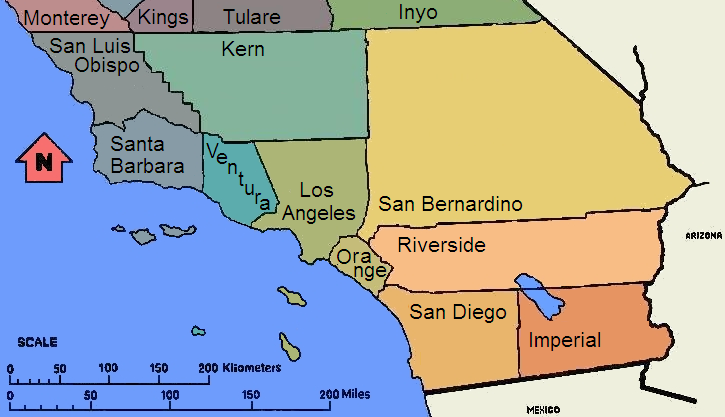
Área aproximada do Sul da Califórnia

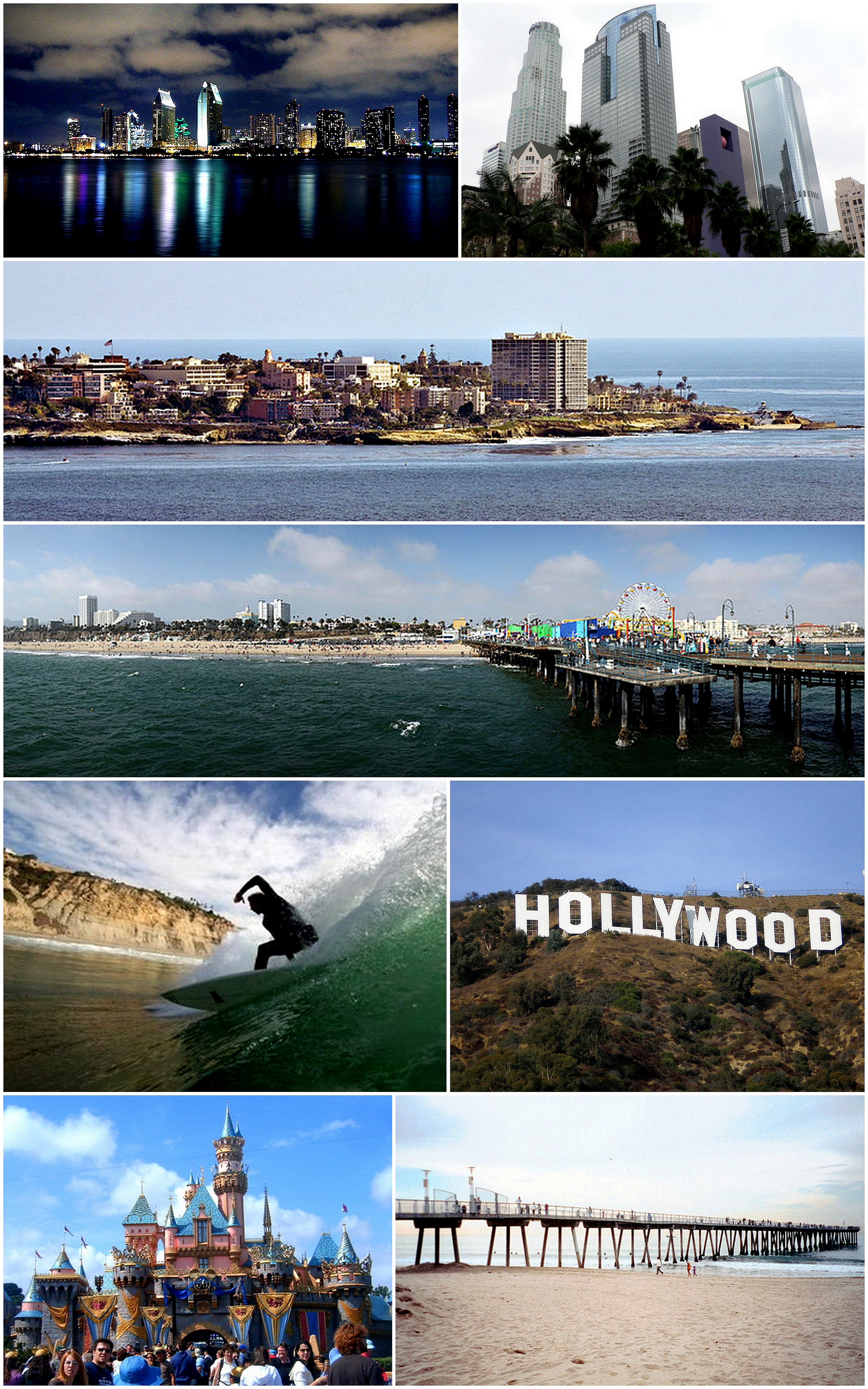
Imagens de cima para baixo, da esquerda para a direita:
Vista panorâmica de San Diego à noite;
Arranha-céus do centro financeiro de Los Angeles; vila de La Jolla; Píer de Santa Mônica;
Surfista em San Diego;
Letreiro de Hollywood;
Castelo da Bela Adormecida na Disneylândia;
Cais da praia de Hermosa

A região do sul da Califórnia (em inglês Southern California, abreviada SoCal) é o nome informal da terceira parte do estado da Califórnia. Não há fronteiras claras nem exatas nesta área; pelo contrário, os habitantes baseiam-se em características físicas para definir a fronteira. No oeste está o Oceano Pacífico; ao sul, a fronteira internacional dos Estados Unidos com o México; e a leste está o estado do Arizona. Sua população, em 2019, era de aproximadamente de 23,8 milhões de pessoas.